# قورشاقلو (أوتش هاتشا)
قورشاقلو (بالفارسية: قورشاقلو) هي منطقة سكنية تقع في إيران في قسم أوتش هاتشا الریفي. يقدر عدد سكانها بـ 21 نسمة بحسب إحصاء 2016.